# Палкино (Архангельская область)
Палкино — деревня в Вельском районе Архангельской области. Входит в состав муниципального образования «Липовское».

## География
Деревня расположена в 114 км на северо-запад от Вельска, на берегу озера Холмовское в месте истечения из него реки Пуя.

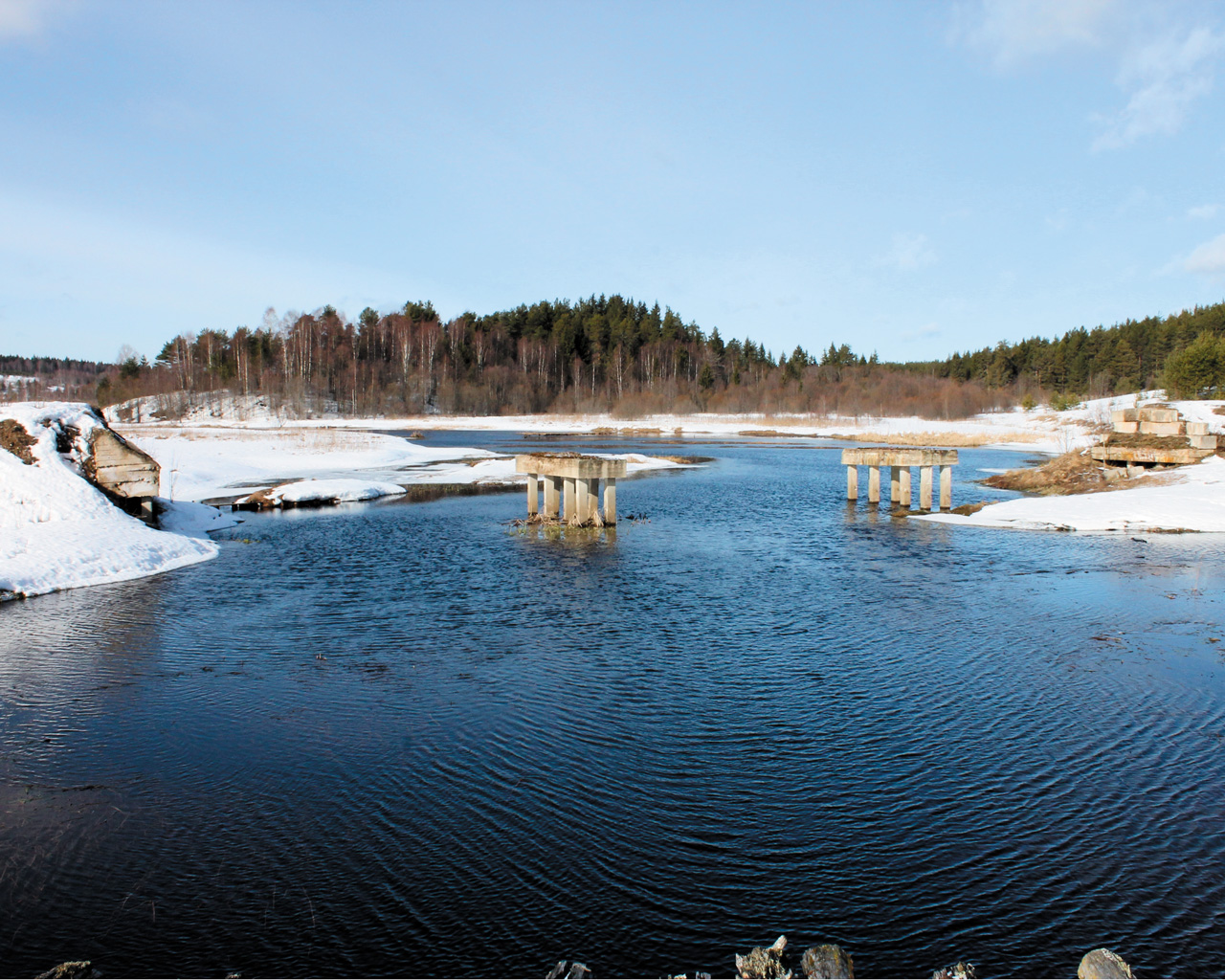
Опоры разрушенного моста через реку Пуя близ деревни Палкино

Часовой пояс
Палкино, как и вся Архангельская область, находится в часовой зоне МСК (московское время). Смещение применяемого времени относительно UTC составляет +3:00.

## Население
| 2002 | 2010 | 2012 | 2014 |
| ---- | ---- | ---- | ---- |
| 38   | ↘26  | ↘22  | ↗25  |

## История
Указана в «Списке населённых мест по сведениям 1859 года» в составе Шенкурского уезда Архангельской губернии под номером «2113» как «Палкинская». Насчитывала 14 дворов, 52 жителя мужского пола и 70 женского.
В «Списке населенных мест Архангельской губернии на 1 мая 1922 года» в деревне уже 41 двор, 76 мужчин и 106 женщин.
В деревне находилась часовня, построенная в 1871 году и освященная в честь Рождества Богородицы. Часовня была приписана к Уздренскому приходу.

## Инфраструктура
В непосредственной близости от деревни проходит автодорога «Долматово — Няндома — Каргополь» (Р2).

## Объекты культурного наследия
- Дом Н.И. Коровиной - деревянный дом, построен во второй половине 19 века.  Объект культурного наследия № 2900000254№ 2900000254  памятник архитектуры
- Амбар А.И. Коровиной - конец 19 века. - начало 20 века.  Объект культурного наследия № 2900000255№ 2900000255  памятник архитектуры
- Стоянка «Палкино» - Памятник археологии 4-1 тыс. до н.э., 300 метров от озера Холмовское.
- Селище «Палкино» - Памятник археологии 16-17 века, у истока реки Пуи из озера.
- Могильник «Палкино» - Памятник археологии 15-16 века, у селища.
- Бор у озера Верхопуйское - Памятник природы[10].